# 見届け人秋月伊織事件帖
「見届け人秋月伊織事件帖」（みとどけにんあきづきいおりじけんちょう）は、講談社文庫より刊行されている藤原緋沙子による時代小説シリーズ。

## 概要
時は江戸末期、外国船がたびたび姿を現すようになり、世情不安になった頃。古本屋「だるま屋」には、公儀の裏事情から町の噂まで、様々な風聞が集まる。その噂の出所や行く末を追う「見届け人」秋月伊織が、様々な事件と遭遇し、解決していく。

## だるま屋
江戸の旅籠町にある古本屋兼お記録屋。主人である吉蔵は、幕府の人々、各藩の留守居役や家臣たち、商人や町人農民たちなどから、様々な情報を仕入れ、それを日記に記している。その写しが、諸藩や商店などに回覧、あるいは販売され、その対価によって店は大いに繁盛している。

### 見届け人
持ち込まれた情報が正しいかどうか、あるいはその出所などを押さえて、吉蔵に報告する役目。通常はこのような仕事を下座見（げざみ）と言うが、だるま屋では見届け人と呼ぶ。

### 情報料
日記の回覧料は、月毎に一分。一見の客には、一つの情報につき九十八文。ただし、異国船の話など特種の場合には、倍以上の値段をつける。

## 登場人物

### 主人公
秋月伊織（あきづきいおり）
大身旗本秋月隼人正忠朗の弟。すらりとした体躯で、たとえようもない色気を持っている。年齢は20代後半。
だるま屋に持ち込まれた情報の裏を取る見届け人で、他の見届け人たちの束ね役も務めている。欲に左右されず、剣術も柳生新陰流師範の免状を持つほどの腕前であるため、だるま屋の吉蔵は大いに信頼している。
秋月家の部屋住みだったが、ある事件で兄に迷惑がかかることを避けるため、家を出て長屋住まいとなった。その事件も解決し、兄も伊織の行動を理解してくれたが、そのまま長屋住まいを続けている。

### だるま屋
吉蔵（きちぞう）
だるま屋の主人。通称「だるま屋の吉」。太った、だるまのような風貌の初老の男。年中袖無し羽織をひっかけ、頭には茶人のような頭巾を被っている。天気の悪い日以外は、夏でも冬でも、いつも店の前の往来に筵を敷いて座り、訪れる人々から様々な情報を集めては日記を書き綴っている。
元は工藤吉蔵という名で、上州藤岡の下級武士の出身。壮年にいたって江戸に出てきて、御本丸御広敷の下級役人となり、その後だるま屋を開いた。
お藤（おふじ）
吉蔵の姪。だるま屋が表店を構えた時に田舎から呼び寄せ、店を任せている。色白で細面の娘。
伊織に好意を抱いている。
土屋弦之助（つちやげんのすけ）
見届け人の一人で浪人。酒にも女にも弱く、だらしないところがあるが、なぜか憎めない性格で人情家。報酬が低い仕事には難色を示すが、いったん請け負った調べはきっちりとこなしてくる。
長吉（ちょうきち）
見届け人の一人。元は凄腕と呼ばれたほどの岡っ引きで、探索の腕に長け、足が速い。鳥の鳴き真似がうまく、いざという時にはそれを使って仲間に合図を送る。
文七（ぶんしち）
だるま屋の手代。他には奉公人はいない。

### 秋月家
秋月隼人正忠朗（あきづきはやとのしょうただあきら）
伊織の兄。第1巻第1話の時点で40歳。
大身旗本の当主で、本番目付（目付の中の最上席）の役に就いている。幕臣の監視糾弾を担う役目柄、自身にも非常に厳しく、質素倹約を旨として実直な生活を送っている。
だるま屋を手伝いながら様々な事件に首を突っ込む伊織に対しては、ついつい厳しい物言いになってしまう。妻の華江との間には子がなく、妾を持つつもりもないため、伊織を養子に迎えることを考えている。
屋敷は駿河台の表神保町にある。
秋月華江（あきづきはなえ）
忠朗の妻。年齢は30代半ば。義弟である伊織にも温かい心配りを見せる。
伊織の父
すでに亡くなり、妙蓮寺に葬られている。生前、血の通う御政道こそが真の御政道だと、伊織に語った。伊織はその言葉を兄の忠朗に語ることで、本来は違法である越訴をしてきた百姓衆の話を聞くよう願い、聞き入れられた。
伊織の母
すでに亡くなっている。町人の出だが、後妻として秋月家に嫁いだ。先妻には子がなく、兄の忠朗もこの母の子。
伊織が12歳の時、世の中には法によって守ってもらえない弱い立場の人間がいるということ、世の中はそういうささやかな暮らしをしている人々によって支えられており、彼らをおろそかにしてはいけないということ、武士も町人も農民も女もみな同じ人であるということを教え諭した。

### だるま屋関係者
土屋多加（つちやたか）
弦之助の妻。自分も、だるま屋から写本の仕事をもらっている。弦之助の酒好き、女好きには不満を抱いている。
周助という名（ただし、第2部第3話では勇一郎という名で呼ばれている）の息子が一人おり、第4巻第1話時点で10歳。
おとき
長吉の妻。柳橋の南袂で居酒屋「らくらく亭」を営んでいる。
おあさ
らくらく亭の小女。

### 北町奉行所
蜂谷鉄三郎（はちやてつさぶろう）
かつて長吉が岡っ引き時代に手札を貰っていた北町奉行所の同心。その縁で、今でも時々長吉に応援を頼むことがあり、蜂谷も長吉にだるま屋が関わっている事件についての情報を回してくれる。

### 伊織の長屋
おまさ
隣の部屋に住む婆さん。一人暮らし未経験だった伊織に飯の炊き方を指南し、火吹き竹もくれた。
おまさ
差し向かいの部屋に住む女房。5歳年下の夫と水引の飾り物を作って献残屋に卸す仕事をしている。長屋の者たちの世話をあれこれと焼いており、伊織も何かと世話になっている。
伊織の隣の部屋に住む婆さんと同名だが、部屋も年の頃も違うので、別人と思われる。
お袖（おそで）
何かと伊織のことを気にかけて、総菜を届けてくれる色っぽい女。お藤や女の客が伊織の元を訪れたことを知ると、機嫌が悪くなる。両国の水茶屋に勤めていたが、後に本所の小料理屋「美濃屋」の仲居になった。

## 作品リスト
1. 遠花火　2005年
  1. 遠花火
  2. 麦笛
  3. 草を摘む人
  4. 夕顔
2. 春疾風（はるはやて）　2006年
  1. 寒紅
  2. 薄氷（うすらい）
  3. 悲恋桜
  4. 春疾風
3. 暖鳥（ぬくめどり）　2006年
  1. 父の一分
  2. 鶴と亀
  3. 暖鳥
4. 霧の路（きりのみち）　2009年
  1. 霧の路
  2. 猩々
  3. 蕗摘み
5. 鳴子守（なるこもり）　2011年
  1. 花桐
  2. 半夏生
  3. 鳴子守
6. 夏ほたる（なつほたる）　2013年
  1. 雪の果て
  2. 兄、弟
  3. 夏ほたる